# Ил-18
Илюшин Ил-18 (название в NATO: Coot) е съветски турбовитлов пътнически самолет за регионални полети на средни разстояния. Първият полет е през 1957 г. и е използван 55 години след първия си полет.

## История
Първият Ил-18 е произведен през 1946 г., но след година тестове програмата е изоставена. През 1954 г. програмата е възобновена като конструкторите поставят нови четири двигателя. Прототипът излиза от завода през 1957 г. и на 1 юли 1957 г. са тествани двигателите на висока скорост. На 4 юли 1957 г. е първият полет на прототипа. На 10 юли 1957 започват редовни полети Москва – Внуково. Самолетът получава официалното си име Москва, защото фюзелажът е боядисан в цветовете на руското знаме – бял, син и червен цвят.
|  | Уикипедия разполага с Портал:Авиация |